# アルギニルアミノペプチダーゼ
アルギニルアミノペプチダーゼ(Arginyl aminopeptidase)またはアミノペプチダーゼB(Aminopeptidase B、EC 3.4.11.6)は酵素である。以下の化学反応を触媒する。
P1'位がプロリン以外の時にオリゴペプチドからN末端のアルギニン及びリシンを遊離する。またアリルアミドのアルギニン及びリシンにも作用する。
哺乳類の組織由来のこの酵素は、塩化物イオンと低濃度のチオール化合物によって活性化する。